# Belfast
 For alternative betydninger, se Belfast (flertydig). (Se også artikler, som begynder med Belfast)
Belfast (fra irsk: Béal Feirste, 'udmundingen af sandbankevadestedet') er hovedstaden og den største by i Nordirland. Den ligger omkring floden Lagan på østsiden af Nordirdland. Det er den 12. største by i Storbritannien og den næststørste på øen Irland. Belfast havde 341.877 indbyggere i 2018.
I begyndelsen af 1800-tallet blev Belfast en stor havneby. Den spillede en vigtig rolle i den industrielle revolution og blev den største hørproducent i verden, hvorved den fik navnet "Linenopolis". I 1888 fik byen city-status, og på dette tidspunkt var det et af de vigtigste centre for irsk hørproduktion, tobakfremstilling og rebslagning. Skibsbygning var også en vigtig industri; skibsværftet Harland and Wolff, der byggede RMS Titanic, var verdens største skibsvært.
Industrialiseringen og migrationen gjorde det til Irlands største by, og det blev Nordirlands hovedstad efter delingen af Irland i 1922. Dens status som et globalt industricenter sluttede i årtierne efter anden verdenskrig, da byen blev hårdt ramt af Konflikten i Nordirland; i 1970'erne og 1980'erne blev den listet som en af verdens farligste byer, med en mordrate på omkring 31 pr. 100.000 indbyggere.
I moderne tid har Belfast fået en stor industri inden for fly og missiler. Byen har stadig en stor havn med kommerciel industri, inklusive Harland and Wolff, der stadig dominerer Belfast Lough. Havnen er den travleste på Irland.
Byen har to lufthavne: George Best Belfast City Airport og Belfast International Airport, der ligger hhv. ca. 5 og 20 km fra byen. Blandt byens hovedfærdselsåre er Shankill Road og Falls Road. Globalization and World Cities Research Network (GaWC) rangerede Belfast som en gamma-verdensby i 2018.
Byen rummer to universiteter: Queen's University Belfast- der blev grundlagt i 1845 og er en del af Russell Group, og Ulster University, som blev grundlagt i 1984. Desuden findes Belfast Metropolitan College, der har omkring 37.000 studerende.
Det er den næstmest besøgte by på Irland, og i 2012 besøgte 7,59 millioner mennesker Belfast. Byen rummer flere museer, heriblandt Titanic Belfast, Ulster Museum, som er en del af National Museums Northern Ireland, og Irish Republican History Museum.
Belfast har flere store sportshold, der deltager i en række forskellige sportsgrene som fodbold, rugby, cricket og ishockey. Belfast Marathon bliver afholdt hvert år 1. maj, og i 2011 deltog 20.000 personer.